# Can Xapa
Can Xapa és una casa de Bordils (Gironès) inclosa a l'Inventari del Patrimoni Arquitectònic de Catalunya.

## Descripció
És un edifici de planta baixa i dues plantes pis i torre cantonera. Actualment la casa ha estat restaurada seguint criteris no gaire ortodoxes com seria la introducció d'una gran obertura a la planta principal, completament deslligada del conjunt. També cal fer esment de l'acabat de les façanes, repicades deixant a la vista els rierencs i el morter, que donen un aspecte del mal acabat. Són remarcables una finestra gòtica de la primera planta, amb impostes ornamentades i arquets, i una altra que dona al carrer de la Creu amb llinda plana i carreus emmotllurats. La portalada de la planta baixa amb arc rebaixat és de 1863. Les cantonades de la torre són amb carreus. Coberta de teula a dues vessants.